# أبيناكي
الأبيناكي Abenaki (وكذلك يدعون أبناكي أو ألنوباك) هي قبيلة أمريكية أصلية من الأمم الأولى. وهم أحد شعوب الألغونكين في شمال شرق أمريكا الشمالية. ويعيش الأبيناكي في كيبيك وأقاليم كندا البحرية وفي منطقة نيو إنجلاند في الولايات المتحدة، وهي المنطقة التي تسمى واباناهكيك Wabanahkik («أرض الفجر») في لغة الألغونكين الشرقية. والأبيناكي هم أحد خمسة قبائل في اتحاد واباناكي. «أبيناكي» هو عبارة عن تجمع لغوي وجغرافي؛ تاريخيا لم تكن هناك سلطة مركزية قوية، ولكن كان هناك عدد كبير من الفرق الصغيرة والقبائل تشترك في العديد من السمات الثقافية،  والتي اتحدت معا كمجتمع بعد الاتصال الأوروبي وبعد أن هلكت القبائل الأصلية بسبب الاستعمار والحرب والمرض.

## معرض صور

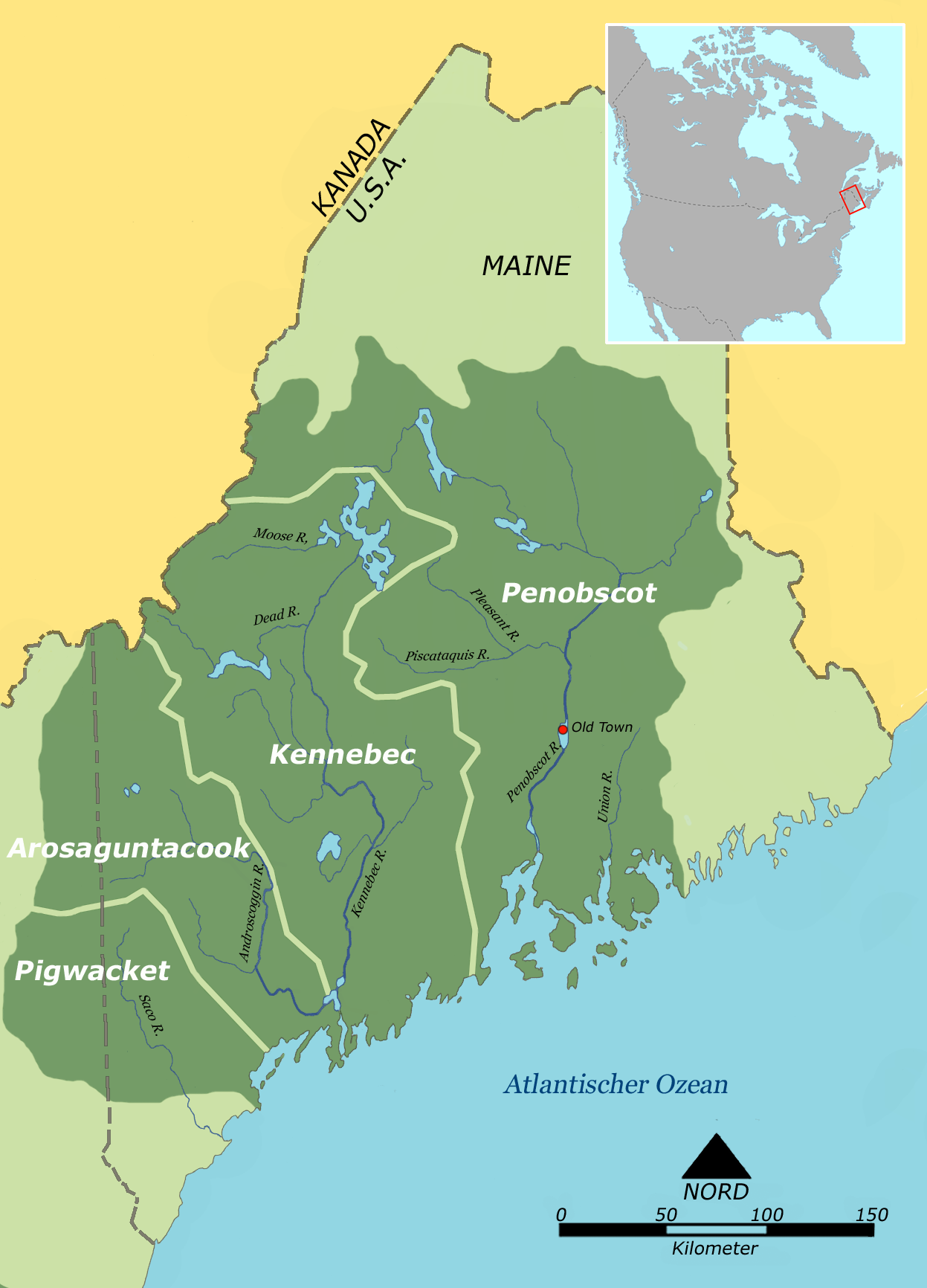
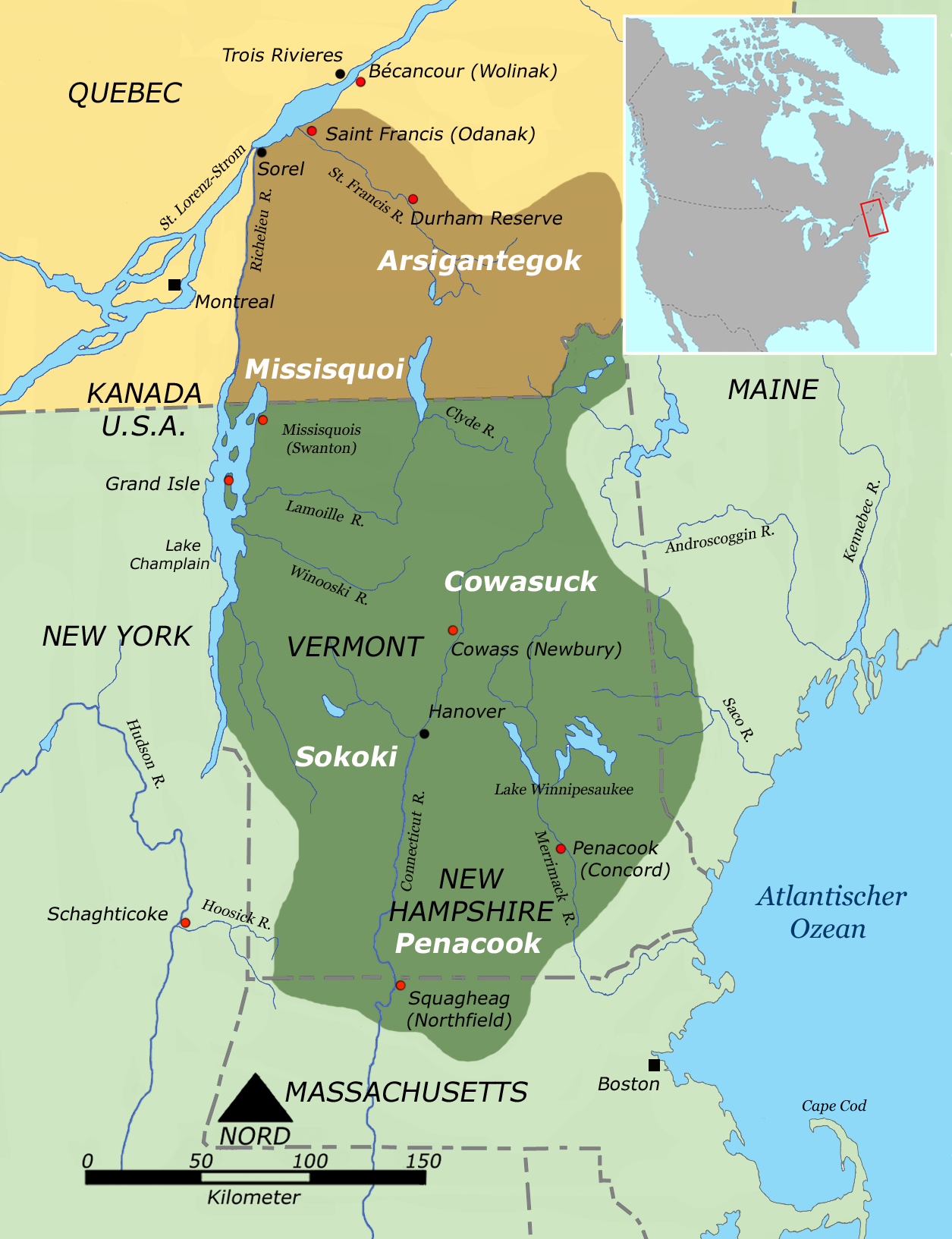
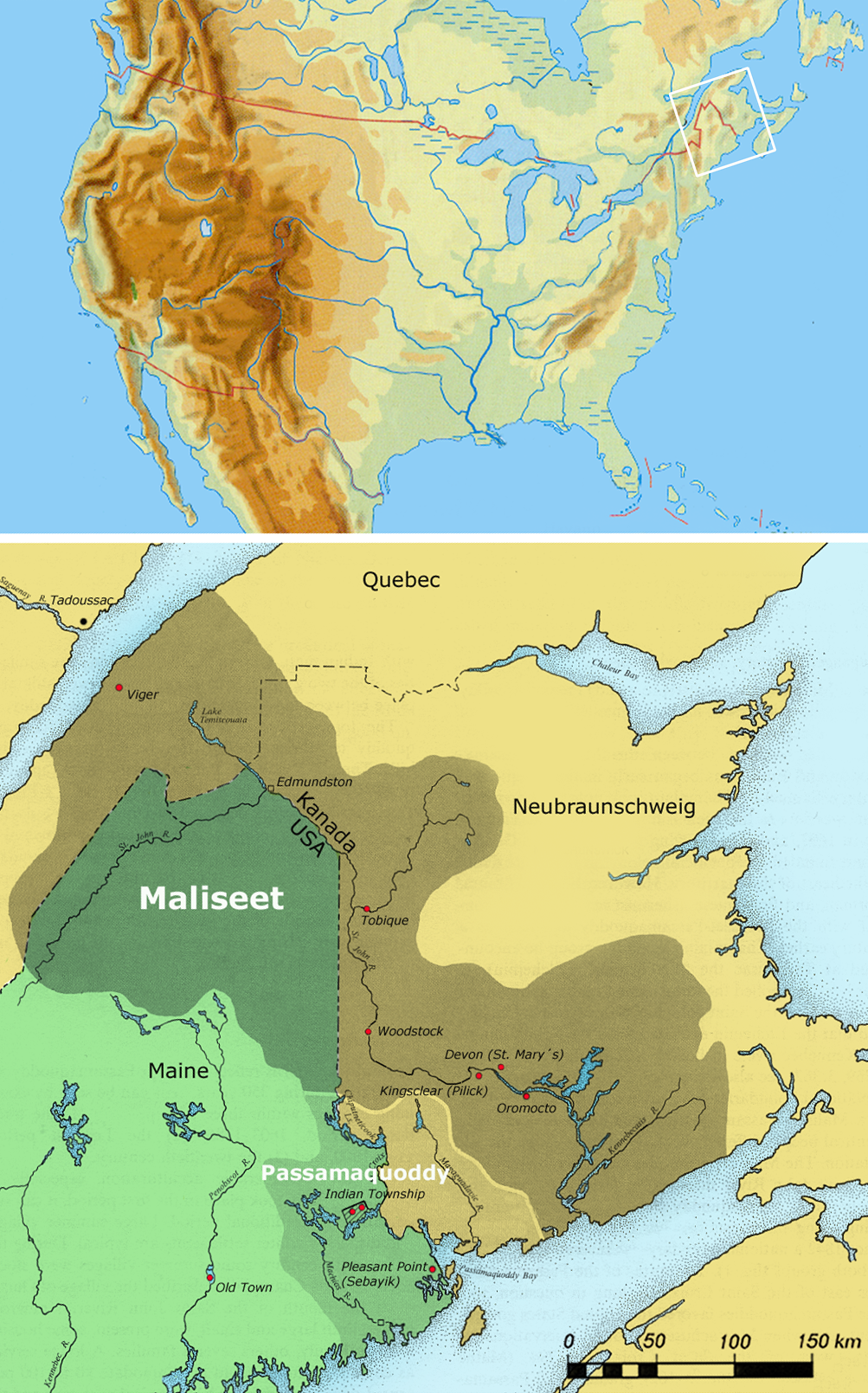